# دفاع موشکی

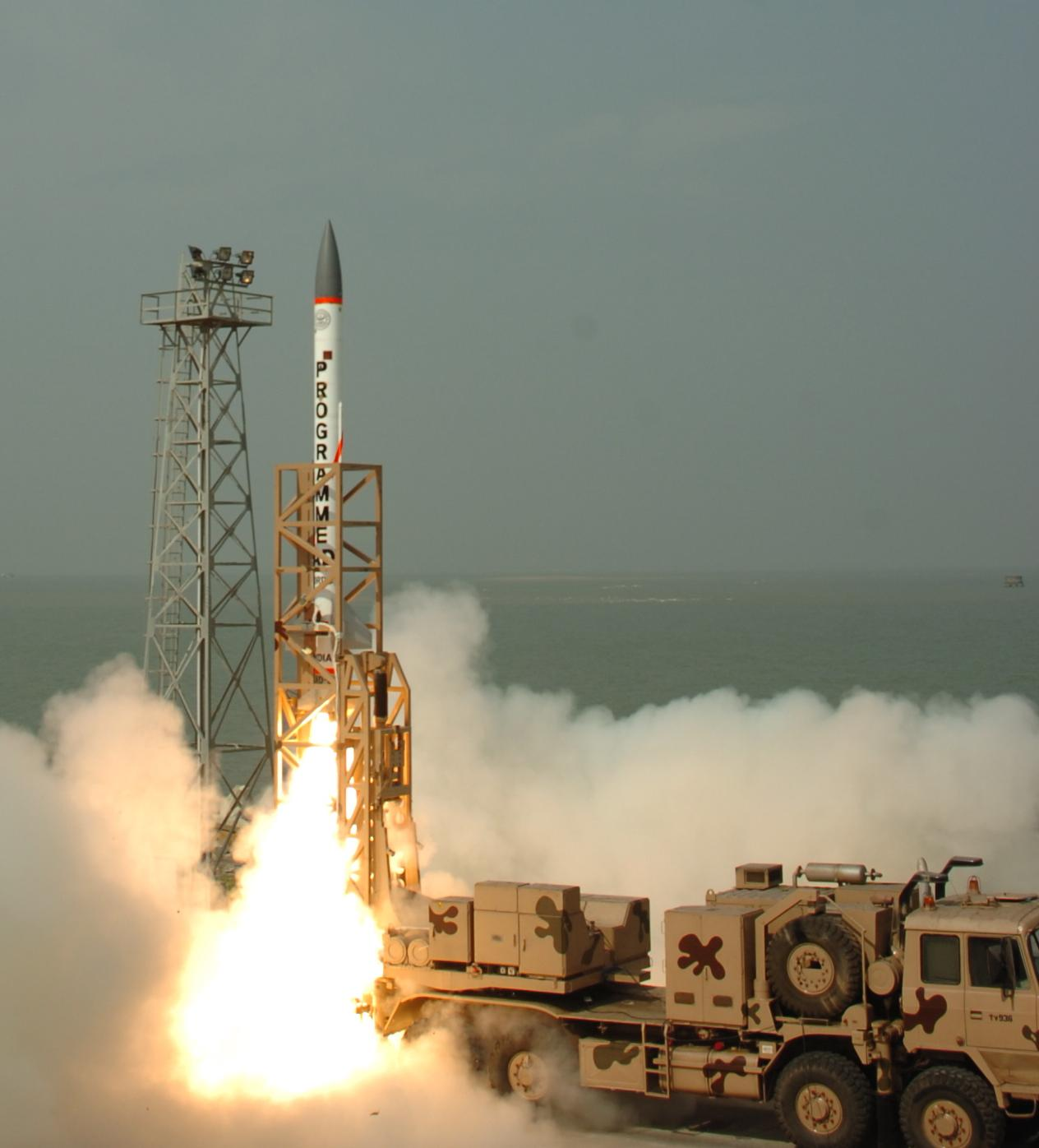
موشک پیشرفته دفاع هوایی ضد بالستیک هند

دفاع موشکی به سامانه یا جنگ‌افزار یا فناوری‌ای گفته می‌شود که برای تشخیص، ردیابی، جلوگیری یا ازمیان‌بردن حمله موشکی به‌کار می‌رود. دفاع موشکی در اصل برای دفاع در برابر جنگ‌افزارهای هسته‌ای نصب‌شده روی موشک‌های بالستیک قاره‌پیما طراحی شده اما سپس برای مقابله با موشک‌های تاکتیکی و موشک‌های میدان جنگ کوتاه‌برد غیرهسته‌ای هم توسعه یافت.
دفاع موشکی از زمان‌های پیشین توسعه بسیاری داشته است. در دهه ۶۰ بیشتر موشک‌های دفاعی در برابر موشک‌های بالستیک قاره‌پیما دارای کلاهک هسته‌ای بودند اما در سال‌های گذشته بیشتر پرتابه‌های غیرهسته‌ای توسعه یافته‌اند. جنگ‌افزارهای انرژی هدایت‌شده مانند لیزرها به اندازه محدودی توسعه‌یافته شده‌اند.
کشورهایی مانند ایالات متحده آمریکا، روسیه، اسرائیل، هند و ایران کشورهایی هستند که اینگونه جنگ‌افزارهای دفاع هوایی را توسعه داده‌اند. در ایالات متحده دفاع هوایی در اصل برعهده نیروی زمینی بود اما در سال‌های گذشته برای کاربری نیروی دریایی و نیروی هوایی نیز طراحی شده‌اند.